# Коваль, Максим Анатольевич
Макси́м Анато́льевич Ко́валь (укр. Максим Анатолійович Коваль; род. 9 декабря 1992, Запорожье) — украинский футболист, вратарь казахстанского клуба «Елимай». Играл за сборную Украины.

## Биография
Коваль начал учиться в запорожской 100-й школе, потом в 26-й, а окончил 37-ю. Максим учился вместе с Сергеем Кривцовым. В детстве занимался гимнастикой и плаванием. Вскоре ушёл в футбол. В детстве посещал домашние матчи запорожского «Металлурга». По словам Коваля, не пропустил ни одной игры.

### Клубная карьера

#### «Металлург» (Запорожье)
Коваль начинал на позиции нападающего, но тренер Виктор Трегубов поставил его в ворота. С 2004 года по 2008 год выступал в ДЮФЛ за запорожский «Металлург». Летом 2008 года был переведён в «Металлург-2», клуб выступал во второй лиге, а Коваль в 15 лет смог стать основным вратарём команды.
Летом 2009 года Коваль начал тренироваться с основой «Металлурга». 1 ноября 2009 года дебютировал в премьер-лиге в матче против ужгородского «Закарпатья» (3:0), 16-летний Коваль показал очень уверенную игру. Смог проявить себя в своём третьем матче в премьер-лиге 29 ноября 2009 года, в поединке против киевского «Динамо» (0:0), тогда он запомнился прежде всего отбитым пенальти Артёма Милевского в добавленное время. В следующем матче 5 декабря 2009 года против «Таврии» (0:1) пропустил первый гол в чемпионате Украины от Антона Монахова. 8 декабря 2009 года в прессе появилась информация, что Ковалём интересуется киевское «Динамо». На следующий день, в день своего 17-летия, Коваль взял пенальти в игре с донецким «Шахтёром». Стал считаться одним из самых перспективных футболистов Украины.
Всего за «Металлург» в чемпионате Украины Коваль сыграл 22 матча и пропустил 26 мячей.

#### «Динамо» (Киев)

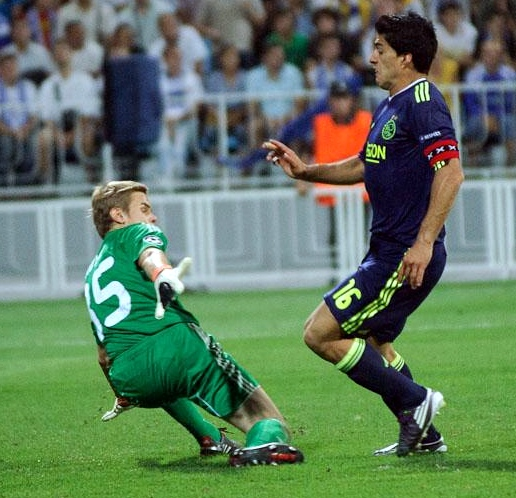
Коваль против капитана «Аякса» Луиса Суареса

В июле 2010 года Коваль прошёл медосмотр и подписал пятилетний контракт с киевским «Динамо». По некоторым данным, клуб заплатил около 3 млн евро. Контракт был подписан по доверенности отца, так как Ковалю ещё не исполнилось 18 лет. Одной из главных причин подписания Коваля стали травмы основных вратарей — Александра Шовковского и Станислава Богуша. Сразу после подписания контракта с «Динамо» Коваль не выбрал себе игровой номер, а на клубную фотографию сфотографировался в свитере с 31 номером Станислава Богуша.
В интервью клубному журналу «Динамо» Коваль заявил:

Я мечтал оказаться в «Динамо». Даже когда все было на уровне слухов, читал все новости и в глубине души надеялся, что таки позовут. Теперь буду доказывать тренерам, что я — номер один.

За «Динамо» дебютировал 17 августа 2010 года в матче квалификации Лиги чемпионов против амстердамского «Аякса» (1:1), став самым молодым вратарем в истории клуба, игравшем в еврокубках.
В чемпионате Украины дебютировал через четыре дня в игре против «Днепра» (0:0). После уверенной игры Коваля в двухматчевом противостоянии с «Аяксом» английские СМИ заговорили об интересе к вратарю со стороны лондонского «Арсенала». В октябре Коваль попал в список ста лучших футболистов мира не старше двадцати одного года по версии авторитетного испанского журнала «Don Balon». В июле 2011 года, несмотря на то, что к тому времени Коваль уступил место в воротах «Динамо» выздоровевшему Шовковскому, он был назван самым перспективным юниором Европы.

##### Дальнейшая карьера
В конце августа 2015 перешёл на правах аренды до конца сезона 2015/16 в датский «Оденсе», в составе которого дебютировал 19 сентября в домашней игре 9-го тура Суперлиги Дании против «Виборга», проведя на поле весь матч и сохранив ворота в неприкосновенности.
20 января 2018 года был отдан в аренду до конца сезона в испанский клуб «Депортиво Ла-Корунья». Дебютировал в 27-м туре испанской Ла Лиги с «Эйбаром», пропустил гол на 11-й минуте, а затем заработал красную карточку на 39-й минуте игры. В этом матче Коваль вошел в историю Примеры — он стал первым вратарём Ла Лиги в XXI веке, который получил красную карточку в своём дебютном поединке.
24 июля 2018 года Коваль был отдан в аренду клубу «Аль-Фатех», выступающему в чемпионате Саудовской Аравии. Арендное соглашение рассчитано на год и предусматривает возможность выкупа трансфера.
В конце июля 2024 года Коваль перешел в казахстанский «Елимай». В первых двух матчах за новый клуб отстоял «на ноль».

### Карьера в сборной

#### Сборная Украины до 17 лет
За сборную Украины до 17 лет дебютировал 10 сентября 2008 года в матче против Румынии (4:0). Всего за сборную Украины (до 17 лет) провёл 8 матчей. В сборной Украины (до 19 лет) дебютировал 4 июля 2009 года в матче против сборной России (0:0). Коваль проигрывал конкуренцию за место в основе Игорю Левченко.

#### Национальная сборная Украины
В мае 2011 года Олег Блохин впервые вызвал Коваля в национальную сборную Украины, но дебютировать в её составе Максиму тогда не довелось.
8 мая 2012 года Блохин включил Коваля в расширенный список игроков, которые готовились к чемпионату Европы 2012 года на тренировочном сборе в Турции в период с 14 по 25 мая. 29 мая Коваль попал в число 23-х футболистов, заявленных на чемпионат Европы.
1 июня 2012 года дебютировал в составе сборной Украины в товарищеском матче против сборной Австрии (2:3). Стал первым футболистом в истории сборной, родившимся уже после провозглашения независимости Украины.
На самом Евро-2012 Коваль не играл, будучи дублёром Андрея Пятова. На следующие после чемпионата Европы матчи вызывался, но проигрывал конкуренцию за место в основе тому же Пятову.
Всего за национальную сборную Украины провёл 2 матча.

## Достижения

### Командные
- Серебряный призёр чемпионата Украины (2): 2010/11, 2011/12
- Бронзовый призёр чемпионата Украины: 2012/13

### Личные
- Лучший вратарь чемпионата Украины: 2012/13[35]
- Лучший молодой игрок чемпионата Украины по версии УЕФА: 2012/13[36].
- Лучший молодой игрок Украины по опросу Золотой талант Украины в категории Under 21: Апрель 2013 года[37], Июль 2013 года[38]
- Лучший молодой игрок УПЛ сезона 2012/13 по версии World Soccer

## Личная жизнь
Отец Анатолий Викторович занимался футболом в школе запорожского «Металлурга». А родители матери Максима профессионально занимались лёгкой атлетикой.
Любимая футбольная команда Коваля — «Челси», лучшими вратарями считает Икера Касильяса и Игоря Акинфеева.

## Статистика
| Клуб                    | Сезон   | Чемпионат | Чемпионат | Кубок | Кубок | Еврокубки | Еврокубки | Суперкубок | Суперкубок | Итого | Итого |
| Клуб                    | Сезон   | Игры      | Голы      | Игры  | Голы  | Игры      | Голы      | Игры       | Голы       | Игры  | Голы  |
| ----------------------- | ------- | --------- | --------- | ----- | ----- | --------- | --------- | ---------- | ---------- | ----- | ----- |
| «Металлург» (Запорожье) | 2009/10 | 19        | −23       | -     | -     | -         | -         | -          | -          | 19    | −23   |
| «Металлург» (Запорожье) | 2010/11 | 3         | −3        | -     | -     | -         | -         | -          | -          | 3     | −3    |
| «Металлург» (Запорожье) | Итого   | 22        | −26       | 0     | 0     | 0         | 0         | 0          | 0          | 22    | −26   |
| «Динамо» (Киев)         | 2010/11 | 12        | −7        | 1     | −2    | 5         | −6        | -          | -          | 18    | −15   |
| «Динамо» (Киев)         | 2011/12 | 8         | −1        | 1     | −2    | 1         | −3        | -          | -          | 10    | −6    |
| «Динамо» (Киев)         | 2012/13 | 23        | −11       | -     | -     | 10        | −13       | -          | -          | 33    | −24   |
| «Динамо» (Киев)         | 2013/14 | 12        | −16       | 2     | -2    | 4         | −7        | -          | -          | 16    | −21   |
| «Динамо» (Киев)         | Итого   | 55        | −35       | 4     | −6    | 20        | −29       | 0          | 0          | 79    | −70   |
| Итого                   | Итого   | 77        | −61       | 4     | −6    | 20        | −29       | 0          | 0          | 101   | −96   |

(откорректировано по состоянию на 1 июня 2014 года)